# Éric Van Hove
Pour les articles homonymes, voir Van Hove.
Éric Van Hove (né en 1975 à Guelma, Algérie) est un artiste conceptuel metamoderne belge élevé au Cameroun. Il vit et travaille entre Bruxelles et Marrakech. 

## Travail
Éric Van Hove a étudié à l'École de recherche graphique à Bruxelles et a reçu une Maîtrise en Calligraphie Traditionnelle Japonaise de l'Université Tōkyō Gakugei en 2005. Il est docteur ès arts de l'Université des Arts de Tokyo depuis 2008.
Teinté d'existentialisme, le travail d'Éric Van Hove repose sur une volonté néo-nomadique de traiter simultanément des problématiques locales et globales. Sa pratique est pluridisciplinaire allant de l'installation à la performance, la vidéo, la photographie et l'écriture. Parfois insubstantielles et subversives, ses interventions poétiques conceptuelles réfèrent et recoupent souvent de manière simultanées des questions sociologiques, politiques et écologiques propres à l'espace-temps où elles s'inscrivent comme il apparaît dans Japanese Constitution Worm Autodafé, Free Trade Concrete Mixer Kaleidoscope, ou Shark Fin Piñata. Ce dernier projet renvoie ainsi au shark finning illégal pratiqué par Taïwan au Costa Rica durant les présidences de Rodriguez (1998-2002) et Pachero (2002-2006), et rendu célèbre par le documentariste Rob Stewart dans Sharkwaters. Réalisé fin 2007, Dan Liever the Lucht In compose une série de travaux répondant à la crise politique belge de cette année et fut montré in situ à l'ambassade de Belgique à Tokyo avant que le bâtiment ne soit détruit.
La méthodologie de travail d'Éric Van Hove repose sur différents procédés d'inclinaisons romantiques comme la migration initiatique, la distanciation, la psychogéographie et la dérive, une idée d'abord élaborée par le situationniste Guy Debord. L'artiste admet des influences liées au transcendantalisme, qui apparaissent dans sa volonté d'opposer une approche plus spirituelle et décentralisée à l'Eurocentrisme intellectuel encore prédominant dans le milieu de l'art contemporain.
Intéressé par le fait d'amener l'art contemporain pas seulement en dehors des espaces conventionnels de l'institution comme les galeries et les musées (comme c'est déjà le cas depuis les années cinquante au moins) mais en dehors du contexte occidental même, Van Hove a été prolifique dans un grand nombre de régions isolées de par le monde, comme l'oasis de Siwa en Égypte, le Mont Kailash au Tibet, la Laguna de Perlas au Nicaragua, le lac d'Yssyk Koul au Kirghizistan, la province de Fianarantsoa à Madagascar ou plus récemment les contreforts himalayens de la province de Yunnan en Chine. Il a aussi conduit des présentations de son travail (que l'artiste appelle “objets oratoires” ou “expositions orales”) dans des locations aussi différentes que Ramallah, le Musée d'art contemporain de Téhéran, le Darat al Funun en Jordanie ou l'Université de Sarajevo. Il est ainsi l'un des rares artistes de sa génération à avoir voyagé et produit des œuvres dans plus de cent pays à travers le monde,,.
La Série des Metragrammes, une série photographique qu'il démarra en 2005 et qui traverse les genres de l'autoportrait, de la vanité, de l'iconographie et du Memento mori, où il se montre encrant l'hypogastre de femmes catégorisées en fonction de leur appartenance à différents types de groupes (ethniques, religieux, linguistiques, etc.), rassemble des images produites dans plus de 29 pays en trois ans. Un diaporama digital montrant pour la première fois une sélection d'images issues de cette série fut montré dans le cadre de la Biennale de Poznań en 2008 en Pologne (les autres artistes belges étant Jan Fabre et Koen Vanmechelen).

## Œuvres présentées dans des musées

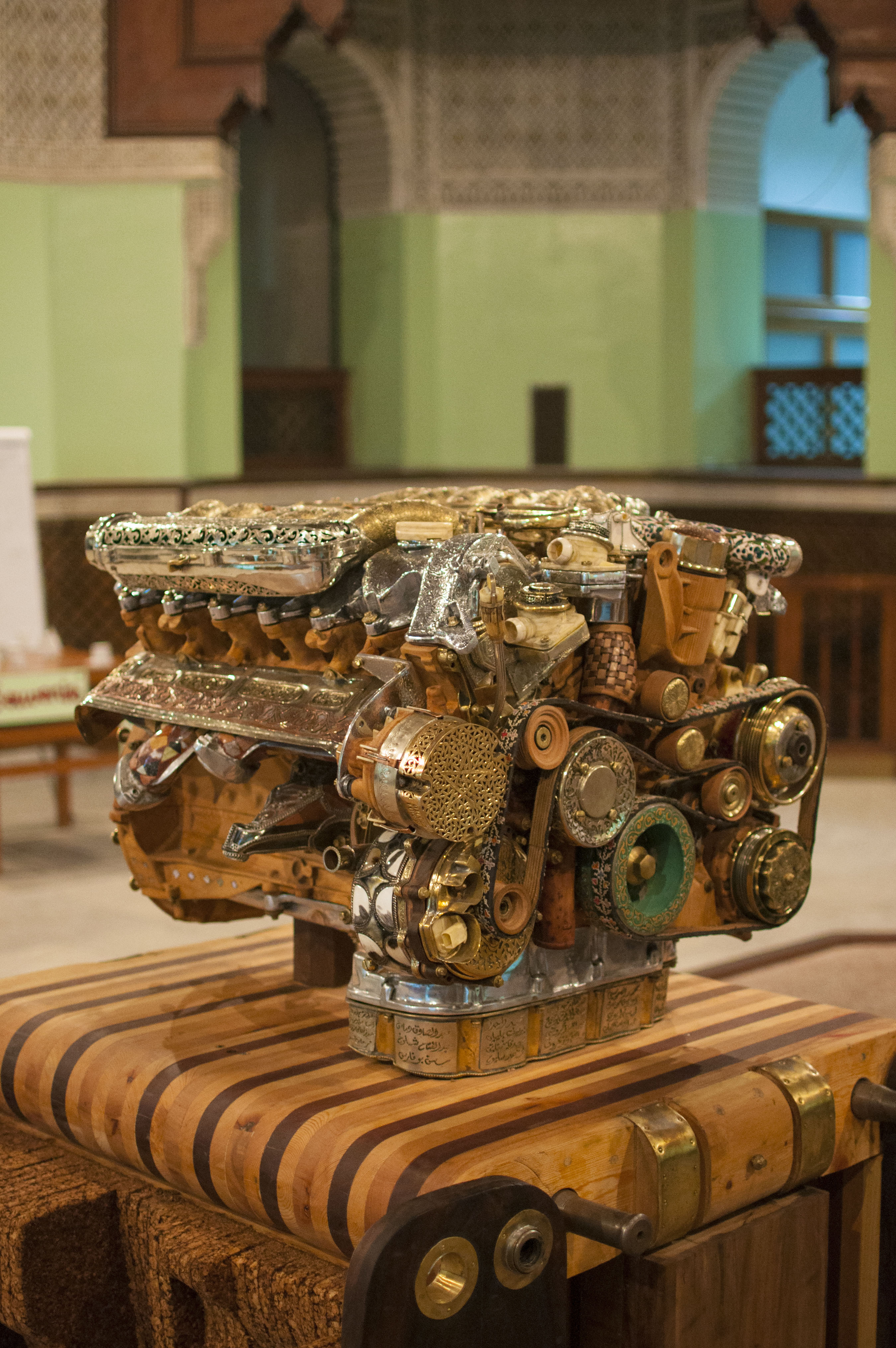
Eric van Hove - V12 Laraki, 2013. cinquante-trois matériaux dont: Cèdre blanc du Moyen-Atlas, Cèdre rouge au Haut-Atlas, noyer, citronnier, olivier, oranger, ébène de Macassar, acajou, bois de thuya, hêtre, abricotier rose, nacre, cuivre jaune, cuivre nickelé, cuivre rouge, fer forgé, aluminium recyclé, maillechort, argent, étain, os de vache, os de chèvre, malachite de Midelt, agate, onyx verte, œil-de-tigre, pierre de Taroudant, pierre de sable, marbre rouge d'Agadir, marbre noir de Ouarzazate, marbre blanc de Béni Mellal, granite rose de Tafraoute, cuir de vache, cuir de chèvre, cuir de mouton, résine, corne de vache, corne de bélier, fossiles d’ammonite du Paléozoïque d'Erfoud, argile de l’Ourika, poterie géométrique émaillée (zellige), émail vert de Tamgrout, peinture, coton, huile végétale, chêne-liège, henné naturel, oseille.

Éric Van Hove a présenté des travaux dans de nombreuses institutions muséales et biennales de par le monde dont : Centrale Électrique/Centre Européen d'Art Contemporain (Bruxelles), Toride Art Museum (Japon), STUK Musée d'Art Contemporain (Leuven), Location One (New York), 4th Bishkek Contemporary Art Exhibition (Kirghizistan), De Paviljoens Museum (Pays-Bas), Kufang International Art City (Pékin), Hillside Forum (Tokyo), Darat al Funun (Jordanie), Fordham University's Center Gallery (New York), Ueno City Art Museum (Japon), Sharjah Art Museum (Émirats arabes unis) pour n'en citer que quelques-uns.

## Expositions personnelles
- Fenduq, musée Fries, Leeuwarden, Hollande.
- Fenduq, musée Vandalorum, Värnamo, Suède.
- Atchilihtallah -On the transformation of art, craft and product-, musée Mu.ZEE, Ostende, Belgique.
- Atchilihtallah -On the Transformation of Things-, Frankfurter Kunstverein, Francfort-sur-le-Main, Allemagne.
- The Art of Craft, musée Hood, Hanover, New Hampshire, USA.